# Andrés Luis López-Pacheco y Osorio
Andrés Luis López (Fernández) Pacheco y Osorio (de Acuña), también llamado Andrés Fernández Pacheco, (Madrid, 13 de agosto de 1710-27 de junio de 1746) fue grande de España, X duque de Escalona, XIII marqués de Aguilar de Campoo, X marqués de Villena, VIII marqués de la Eliseda, X conde de Xiquena, XVII conde de Castañeda y XIV conde de San Esteban de Gormaz.

## Biografía
Hijo de Mercurio Antonio López Pacheco, grande de España, IX duque de Escalona, XII marqués de Aguilar de Campoo, IX marqués de Villena, VII marqués de la Eliseda, IX conde de Xiquena, XVI conde de Castañeda y XIII conde de San Esteban de Gormaz, y de Catalina Osorio de Moscoso y Benavides, hija de los condes de Altamira.
Fue admitido en la Real Academia Española el 25 de abril de 1726, para llenar la vacante de Alonso Rodríguez Castañon, fiscal de la Audiencia de Sevilla. El 10 de junio de 1738, por unanimidad se lo nombró tercer director perpetuo de la Real Academia Española. En 1739 presidió la Academia al presentar a Felipe V de España el sexto y último tomo del Diccionario de la lengua castellana.
Fue gentilhombre de Felipe V de España, XII  canciller mayor de Castilla y caballerizo mayor de la reina Isabel de Farnesio. También fue Caballero de la Orden del Toisón de Oro.

## Matrimonio y descendencia
Casó en primeras nupcias el 27 de octubre de 1727, en Madrid, con Ana María de Toledo Portugal Monroy y Ayala, XI condesa de Oropesa. Contrajo un segundo matrimonio el 16 de julio de 1731, en Madrid, con Isabel María Pacheco y Téllez-Girón, sin descendencia de este matrimonio.
Su hija primogénita, María Ana López Pacheco y Álvarez de Toledo Portugal, XIV marquesa de Aguilar de Campoo, grande de España, casó con su tío, Juan Pablo López Pacheco y Moscoso quien, después de pleitear y casar con su sobrina, sucedió en los otros títulos: